# Velika nagrada Švice 1950
Velika nagrada Švice 1950 je bila četrta dirka Svetovnega prvenstva Formule 1 v sezoni 1950. Odvijala se je 4. junija 1950.

## Prijavljeni
| Št | Dirkač                | Moštvo                        | Konstruktor | Šasija                  | Motor          | Gume |
| -- | --------------------- | ----------------------------- | ----------- | ----------------------- | -------------- | ---- |
| 2  | Nello Pagani          | Scuderia Achille Varzi        | Maserati    | Maserati 4CLT-48        | Maserati L4s   | P    |
| 4  | Johnny Claes          | Ecurie Belge                  | Talbot-Lago | Talbot-Lago T26C        | Talbot L6      | D    |
| 6  | Yves Giraud Cabantous | Automobiles Talbot-Darracq SA | Talbot-Lago | Talbot-Lago T26C-DA     | Talbot L6      | D    |
| 8  | Eugene Martin         | Automobiles Talbot-Darracq SA | Talbot-Lago | Talbot-Lago T26C-DA     | Talbot L6      | D    |
| 10 | Louis Rosier          | Automobiles Talbot-Darracq SA | Talbot-Lago | Talbot-Lago T26C-DA     | Talbot L6      | D    |
| 12 | Luigi Fagioli         | SA Alfa Romeo                 | Alfa Romeo  | Alfa Romeo 158          | Alfa Romeo L8s | P    |
| 14 | Juan Manuel Fangio    | SA Alfa Romeo                 | Alfa Romeo  | Alfa Romeo 158          | Alfa Romeo L8s | P    |
| 16 | Nino Farina           | SA Alfa Romeo                 | Alfa Romeo  | Alfa Romeo 158          | Alfa Romeo L8s | P    |
| 18 | Alberto Ascari        | Scuderia Ferrari              | Ferrari     | Ferrari 125             | Ferrari V12s   | P    |
| 20 | Raymond Sommer        | Scuderia Ferrari              | Ferrari     | Ferrari 125             | Ferrari V12s   | P    |
| 22 | Luigi Villoresi       | Scuderia Ferrari              | Ferrari     | Ferrari 125             | Ferrari V12s   | P    |
| 24 | Peter Whitehead       | Scuderia Ferrari              | Ferrari     | Ferrari 125             | Ferrari V12s   | P    |
| 26 | Louis Chiron          | Officine Alfieri Maserati     | Maserati    | Maserati 4CLT-48        | Maserati L4s   | P    |
| 28 | Franco Rol            | Officine Alfieri Maserati     | Maserati    | Maserati 4CLT-48        | Maserati L4s   | P    |
| 30 | Princ Bira            | Enrico Platé                  | Maserati    | Maserati 4CLT-48        | Maserati L4s   | P    |
| 32 | Toulo de Graffenried  | Enrico Platé                  | Maserati    | Maserati 4CLT-48        | Maserati L4s   | P    |
| 34 | Felice Bonetto        | Scuderia Milano               | Maserati    | Maserati Milano 4CLT-50 | Maserati L4s   | P    |
| 36 | Reg Parnell           | Scuderia Ambrosiana           | Maserati    | Maserati 4CLT-48        | Maserati L4s   | D    |
| 38 | Rudi Fischer          | Ecurie Espadon                | SVA         | SVA                     | Fiat L4s       | P    |
| 40 | Toni Branca           | Privatnik                     | Maserati    | Maserati 4CL            | Maserati L4s   | P    |
| 42 | Philippe Étancelin    | Privatnik                     | Talbot-Lago | Talbot-Lago T26C        | Talbot L6      | D    |
| 44 | Harry Schell          | Ecurie Bleue                  | Talbot-Lago | Talbot-Lago T26C        | Talbot L6      | D    |

## Rezultati

### Kvalifikacije
| Poz | Št | Dirkač                | Konstruktor        | Čas    | Zaostanek |
| --- | -- | --------------------- | ------------------ | ------ | --------- |
| 1   | 14 | Juan Manuel Fangio    | Alfa Romeo         | 2:42,1 | -         |
| 2   | 16 | Nino Farina           | Alfa Romeo         | 2:42,8 | + 0,7     |
| 3   | 12 | Luigi Fagioli         | Alfa Romeo         | 2:45,2 | + 3,1     |
| 4   | 22 | Luigi Villoresi       | Ferrari            | 2:46,1 | + 4,0     |
| 5   | 18 | Alberto Ascari        | Ferrari            | 2:46,8 | + 4,7     |
| 6   | 42 | Philippe Étancelin    | Talbot-Lago-Talbot | 2:51,1 | + 9,0     |
| 7   | 6  | Yves Giraud-Cabantous | Talbot-Lago-Talbot | 2:52,7 | + 10,6    |
| 8   | 30 | Princ Bira            | Maserati           | 2:53,2 | + 11,1    |
| 9   | 8  | Eugène Martin         | Talbot-Lago-Talbot | 2:53,7 | + 11,6    |
| 10  | 10 | Louis Rosier          | Talbot-Lago-Talbot | 2:54,0 | + 11,9    |
| 11  | 32 | Toulo de Graffenried  | Maserati           | 2:54,2 | + 12,1    |
| 12  | 34 | Felice Bonetto        | Maserati           | 2:54,6 | + 12,5    |
| 13  | 20 | Raymond Sommer        | Ferrari            | 2:54,6 | + 12,5    |
| 14  | 4  | Johnny Claes          | Talbot-Lago-Talbot | 2:59,0 | + 16,9    |
| 15  | 2  | Nello Pagani          | Maserati           | 3:06,8 | + 24,7    |
| 16  | 26 | Louis Chiron          | Maserati           | 3:06,8 | + 24,7    |
| 17  | 40 | Toni Branca           | Maserati           | 3:10,0 | + 27,9    |
| 18  | 44 | Harry Schell          | Talbot-Lago-Talbot | 3:11,5 | + 29,4    |

### Dirka
| Poz | Št | Dirkač                | Konstruktor        | Krogi | Čas/Odstop      | Št. m. | Toč |
| --- | -- | --------------------- | ------------------ | ----- | --------------- | ------ | --- |
| 1   | 16 | Nino Farina           | Alfa Romeo         | 42    | 2:02:53,7       | 2      | 9   |
| 2   | 12 | Luigi Fagioli         | Alfa Romeo         | 42    | + 0,4 s         | 3      | 6   |
| 3   | 10 | Louis Rosier          | Talbot-Lago-Talbot | 41    | +1 krog         | 10     | 4   |
| 4   | 30 | Princ Bira            | Maserati           | 40    | +2 kroga        | 8      | 3   |
| 5   | 34 | Felice Bonetto        | Maserati           | 40    | +2 kroga        | 12     | 2   |
| 6   | 32 | Toulo de Graffenried  | Maserati           | 40    | +2 kroga        | 11     |     |
| 7   | 2  | Nello Pagani          | Maserati           | 39    | +3 krogi        | 15     |     |
| 8   | 44 | Harry Schell          | Talbot-Lago-Talbot | 39    | +3 krogi        | 18     |     |
| 9   | 26 | Louis Chiron          | Maserati           | 39    | +3 krogi        | 16     |     |
| 10  | 4  | Johnny Claes          | Talbot-Lago-Talbot | 38    | +4 krogi        | 14     |     |
| 11  | 40 | Toni Branca           | Maserati           | 35    | +7 krogov       | 17     |     |
| Ods | 14 | Juan Manuel Fangio    | Alfa Romeo         | 32    | Motor           | 1      |     |
| Ods | 42 | Philippe Étancelin    | Talbot-Lago-Talbot | 25    | Menjalnik       | 6      |     |
| Ods | 8  | Eugène Martin         | Talbot-Lago-Talbot | 19    | Trčenje         | 9      |     |
| Ods | 20 | Raymond Sommer        | Ferrari            | 19    | Vzmetenje       | 13     |     |
| Ods | 22 | Luigi Villoresi       | Ferrari            | 9     | Motor           | 4      |     |
| Ods | 18 | Alberto Ascari        | Ferrari            | 4     | Črpalka za olje | 5      |     |
| Ods | 6  | Yves Giraud Cabantous | Talbot-Lago-Talbot | 0     | Trčenje         | 7      |     |